# Bobby V
Bobby V, geboren als Bobby Wilson (Jackson (Mississippi), 27 februari 1980), is een Amerikaanse r&b-zanger. Hij koos voor de artiestennaam Bobby Valentino (later verkort tot ‘Bobby V’), omdat zijn geboorte officieel gepland stond op Valentijnsdag, 14 februari. Hij werd echter 13 dagen later geboren.

## Biografie
Bobby Wilson werd geboren in Jackson (Mississippi), maar hij groeide op in Atlanta (Georgia), waar hij naar de North Atlanta High School ging. Hij kwam al op vroege leeftijd in aanraking met muziek, ondanks groot protest van zijn ouders. Hij maakte zijn opwachting in de muziekwereld in 1996 met de boyband Mista, die inmiddels niet meer bestaat. Na het stoppen van de band besloot hij zijn studie af te maken, en met succes. In 2003 rondde hij zijn studie communicatie af aan de Clark Atlanta University.
Wilson werd ontdekt toen hij aan het zingen was in de bus. Hij werd leadzanger van de boyband Mista en in 1996 kwam het gelijknamige debuutalbum uit, waarvan de single Blackberry Molasses een hit werd en als een classic wordt gezien. Een tweede album werd opgenomen met hitmakers Tim & Bob and Delite, maar werd nooit uitgebracht. Na wat onenigheden over het management besloot de groep uit elkaar te gaan en alle leden gingen hun eigen weg. Hij zag die periode in de groep niet als een 'slechte', maar als 'leerzame' ervaring. Desondanks zette hij zijn muziekcarrière tijdelijk stil om zijn studie Communicatie af te maken aan de Clark Atlanta University. In zijn vrije tijd bleef hij tracks opnemen in de hoop ooit op het podium terug te keren.
Nadat Wilson in 2003 afstudeerde, ging hij weer fulltime de studio in. In de hoop zijn carrière een jumpstart te geven, besloot hij mee te doen aan de hitserie American Idol maar dat werd geen succes. Drie albums vol demo's belandden uiteindelijk bij Ludacris en Chaka Zulu. Zij waren onder de indruk van zijn talent en contracteerden hem als eerste R&B-artiest bij het label Disturbing Tha Peace Records.
Niet veel later maakte hij zijn rentree in de muziekindustrie door mee te zingen op de hitsingle Pimpin' All Over the World van Ludacris.

### Debuutalbum
Bobby V staat momenteel onder contract bij de labels Island Def Jam en Disturbing tha Peace Records. In 2005 kwam Slow Down uit, de eerste single van zijn debuutalbum Bobby Valentino. De single bereikte de top 10 in de U.S. Billboard Hot 100 chart en werd vaak gedraaid op radio en televisie. De tweede single van zijn debuutalbum werd Tell Me samen met rapper Lil Wayne, en My Angel was de derde single. Bobby Valentino ging in de VS meer dan 800.000 keer over de toonbank.

### Tweede album
Zijn tweede album Special Occasion kwam uit op 8 mei 2007. De eerste single die hiervan uitkwam heet Turn the Page. De tweede single, Anonymous, is met Timbaland gemaakt.

## Discografie

### Albums
- 2005: Bobby Valentino
- 2007: Special Occasion
- 2008: Come with Me (digital album)
- 2009: The Rebirth
- 2011: Fly on the Wall
- 2012: Dusk Till Dawn

### Singles
- 2005: Slow Down
- 2005: Tell Me (featuring Lil Wayne)
- 2005: My Angel
- 2006: Turn the Page
- 2007: Anonymous (featuring Timbaland)
- 2007: Rearview (Ridin') (featuring Ludacris)
- 2008: Sexy Girl
- 2008: Beep Beep (featuring Yung Joc)
- 2009: Knock Knock
- 2008: Mrs Officer (featuring Lil Wayne)
- 2009: In the Life (featuring Lisa Lopes
- 2009: Girl Gotta Girlfriend (featuring Mams Taylor, Snoop Dogg)
- 2009: Need Ya Body (featuring Kafani)

## Hitlijstnoteringen en samenwerkingsprojecten

### 'Featured singles'
| Jaar | Nummer                                                          | U.S. Hot 100 | U.S. R&B | UK Singles | Album                  |
| ---- | --------------------------------------------------------------- | ------------ | -------- | ---------- | ---------------------- |
| 2005 | Pimpin' All Over the World (Ludacris featuring Bobby Valentino) | 9            | 5        | -          | The Red Light District |
| 2007 | End of the Night (Ludacris featuring Bobby Valentino)           | TBA          | TBA      | TBA        | Release Therapy        |
| 2007 | Accorde-moi (Leslie featuring Bobby Valentino)                  | ?            | ?        | ?          | ?                      |

### 'Featured tracks'
| Jaar | Nummer | Album                                                                                                 |
| ---- | --- | --- |
| 2005 | Living the Life (Notorious B.I.G. featuring Snoop Dogg, Ludacris, Bobby Valentino, Faith Evans & Cheri Dennis)                                 | Duets: The Final Chapter                                                                              |
| 2005 | Table Dance (Bobby Valentino featuring Smoke of Field Mob & Lil Fate)                                                                          | Ludacris Presents: Disturbing tha Peace                                                               |
| 2006 | Sorry Baby (Field Mob featuring Bobby Valentino)                                                                                               | Light Poles and Pine Trees                                                                            |
| 2006 | Hey Babe (Shareefa featuring Bobby Valentino)                                                                                                  | Point of No Return                                                                                    |
| 2006 | Take It Slow (Shawnna featuring Bobby Valentino & Ludacris)                                                                                    | Block Music                                                                                           |
| 2007 | Tears (Lil Fizz featuring Bobby Valentino) | Payday                                                                                                |
| 2007 | Coast to Coast (Young Chris featuring Bobby Valentino)                                                                                         | Now or Never                                                                                          |
| 2007 | Look at Her (One Chance featuring Bobby Valentino, Trey Songz & Lloyd)                                                                         | Private                                                                                               |
| 2007 | Let's Go (Remix) (Bobby Valentino featuring Lil Fate)                                                                                          | Strength in Numbers                                                                                   |
| 2007 | 3-Way (Love Triangle) (Nicole Scherzinger featuring Bobby Valentino & Mýa)                                                                     | Her Name Is Nicole                                                                                    |
| 2007 | Pepsi Smash All Star Mic Pass (T-Pain featuring Bobby Valentino, Huey, Yung Joc, B.O.B., Twista, Mike Jones, Sammie, Unk & Kardinal Offishall) | – |
| 2007 | International (Guru featuring Bobby Valentino)                                                                                                 | Jazzmatazz, Vol. 4: The Hip-Hop Jazz Messenger: Back to the Future Mrs Officer (featuring Lil' Wayne) |

## Prijzen en nominaties
- Image Awards
  - 2006, Beste Nieuwkomer (genomineerd)

- Soul Train Awards
  - 2006, Beste mannelijke R&B/Soul single: Slow Down (genomineerd)
  - 2006, Beste Nieuwkomer R&B/Soul of Rap Artiest: Slow Down (genomineerd)

- Vibe Awards
  - 2005, Reelest Video: Pimpin' All Over the World (genomineerd)